# Stade René Serge Nabajoth
Stade René Serge Nabajoth – to wielofunkcyjny stadion w mieście Les Abymes na Gwadelupie. Jest obecnie używany głównie dla meczów piłki nożnej. Swoje mecze rozgrywa na nim drużyna piłkarska Siroco. Stadion może pomieścić 7500 osób.